# الصحيفة السجادية
الصحيفة السجادية هو كتابٌ يضمُّ مجموعةً كبيرةً من الأدعية للإمام علي بن الحسين المُلَقَّبِ بالسجاد وزين العابدين.

## التسمية
أشار آغا بزرك الطهراني إلى مجموعة من الأسماء والنعوت التي وصفت بها الصحيفة السجادية، منها: «أخت القرآن»، و«إنجيل أهل البيت»، و«زبور آل محمد» و«الصحيفة الكاملة».

## السند
في بداية الكتاب وفي جزء خاص وضع سند الصحيفة كاملاً. يبدأُ السند من «أبو الحسن محمد بن الحسن بن أحمد العلوي الحسيني» حتى يحيى بن زيد بن علي زين العابدين.
بلغت الصحيفة السجادية حد التواتر من حيث السند، يقول آغا بزرك الطهراني:
| الصحيفة السجادية | هي الصحيفة الاولى التي يرجع سندها إلى الامام زين العابدين (ع)... والتي خصها الأصحاب بالذكر في إجازاتهم واهتموا براويتها منذ القديم وتوارث ذلك الخلف عن السلف وطبقة عن طبقة، وتنتهي روايتها إلى الإمام الباقر وزيد الشهيد إبني الإمام زين العابدين. | الصحيفة السجادية |

وقال محمد تقي المجلسي:
| الصحيفة السجادية | أن اسانيدها تزيد على ألف ألف سند في نقل الصحيفة وروايتها. | الصحيفة السجادية |

وقال محمد باقر المجلسي:
| الصحيفة السجادية | والذي رأيت من أسانيد الصحيفة بغير هذه الأسانيد فهي أكثر من أن تحصى ولا شك في أنها من كلام سيد الساجدين أما من جهة الإسناد فإنها كالقرآن المجيد وهي متواترة من طرق الزيدية أيضا. | الصحيفة السجادية |

## مكانة الصحيفة
للصحيفة السجادية مكانة كبيرة في نفوس الشيعة والمتصوفة. يعتمد الشيعة عليها عند توجههم إلى الله بكلمات أهل البيت. أهم النصوص عند الشيعة وأكثرها اعتماداً من بعد نهج البلاغة. يُعتقد أن الصحيفة كتبها ولد زين العابدين الباقر وبحضور الصادق أيضاً.
يقول راوي الكتاب في المقدمة أن هذه الأدعية كانت أولاً 75 دعاءً فُقد منها 11 دعاءً. وما يعرف اليوم بالصحيفة السجادية الكاملة يحتوي على مجرد 54 دعاءً. ويذكر هنا أن هناك أدعية أخرى عن السجاد تذكرها كتب الأدعية والروايات.
يقول ابن شهر آشوب في كتاب المناقب: «وذُكرت فصاحة الصحيفة الكاملة عند بليغ في البصرة فقال: خذوا عني حتى أملي عليكم وأخذ القلم وأطرق رأسه فما رفعه حتى مات. 
وقد أرسل المرعشي النجفي نسخة من الصحيفة مع رسالة إلى الشيخ الطنطاوي (المتوفى عام 1358 هـ) صاحب التفسير المعروف، فكتب في جواب رسالته: «من الشقاوة إنّا إلى الآن لم نقف على هذا الأثر القيّم الخالد في مواريث النبوة، وأهل البيت، وإنّي كلّما تأملتها رأيتها فوق كلام المخلوق، ودون كلام الخالق.»

## أجزاء الصحيفة

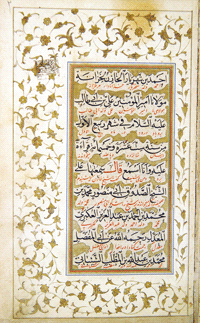
مخطوطة تاريخية مزينة بالزخارف للصحيفة السجادية

- الجزء الأول: تقديم وهو جزء يشتمل على سند الصحيفة وقصتها.
- الجزء الثاني: الأدعية ويشتمل على 54 دعاء معنونة حسب موضوعها (عند المهمات، عند التحميد..إلخ).
- الجزء الثالث: ملحقات بعض الأدعية الملحقة بالصحيفة ببعض النسخ.
- الجزء الرابع: أدعية الأيام ويشتمل على 7 أدعية بعدد أيام الأسبوع كل دعاء خاص بيوم معين من أيام الأسبوع.
- الجزء الخامس: المناجيات الخمس عشر ويشتمل على 15 مناجاة إلى الله معنونة حسب حالة المناجي (مناجاة الخائفين، مناجاة الزاهدين، مناجاة المحبين..إلخ).
- الجزء السادس: رسالة الحقوق وهي رسالة أملاها زين العابدين في الحقوق الواجبة على كل مؤمن. (وليست في كل النسخ).[8]

## المستدركات
- دوّن الكثير من علماء الشيعة مستدركات على الصحيفة السجادية، والمقصود من المستدركات الأدعية المنسوبة إلى السجاد والتي لم ترد في الصحيفة الكاملة ، منها:
  - الصحيفة الثانية تأليف محمد بن حسن الحر العاملي صاحب وسائل الشيعة.
  - الصحيفة الثالثة من إعداد عبد الله أفندي صاحب كتاب رياض العلماء.
  - الصحيفة الرابعة من تأليف حسين النوري الطبرسي.
  - الصحيفة الخامسة لمحسن الأمين الحسيني العاملي.
  - الصحيفة السادسة تأليف محمد باقر بن محمد حسن البيرجندي القائيني.
  - الصحيفة السابعة كتبها صاحب كتاب المستدرك هادي بن عباس آل كاشف الغطاء النجفي.
  - الصحيفة الثامنة فمن تأليف علي الحسيني المرعشي الشهرستاني الحائري، وملحقات الصحيفة من تأليف محمد المعروف بتقي زيابادي القزويني من تلاميذ البهائي.

## قيل عنها

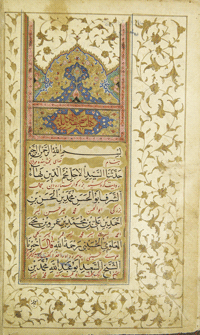
صفحة من مخطوطة تاريخية للصحيفة السجادية

- علي السيستاني:[9]| الصحيفة السجادية | الصحيفة السجّادية تتضمّن أدعية بليغة تستمدّ مضامينها من القرآن الكريم وفيها تعليم لما ينبغي أن يكون عليه الإنسان من توجّهات وهواجس ورؤى وطموح، وبيان لكيفيّة محاسبته لنفسه ونقده لها ومكاشفتها بخباياها وأسرارها، ولا سيّما دعاء مكارم الأخلاق منها. | الصحيفة السجادية |

- محمد حسين فضل الله:[10]

| الصحيفة السجادية | قيمة أدعية الصحيفة السجاديّة ـ الّتي نُريد لجامعاتنا أن تدرسها دراسة جيّدة وعميقة، لتعرف قيمة الدعاء في الإسلام ـ أنَّ الإمام (ع) يحشد كلّ القضايا الّتي يعيشها الإنسان في لغته مع نفسه ومع ربِّه ومع النَّاس من حوله. | الصحيفة السجادية |

- محمد باقر الصدر:[11]

| الصحيفة السجادية | أن الصحيفة السجادية تعبر عن عمل اجتماعي عظيم كانت ضرورة المرحلة تفرضه على الامام إضافة إلى كونها تراثاً ربانياً فرايداً يظل على مر الدهور مصدر عطاء ومشعل هداية ومدرسة أخلاق وتهذيب وتظل الإنسانية بحاجة إلى هذا التراث المحمدي العلوي وتزداد حاجة كلما ازداد الشيطان إغراء والدنيا فتنة. | الصحيفة السجادية |

## وصلات خارجية
- الصحيفة السجادية الكاملة - المكتبة الشيعية
- سند الصحيفة السجادية
- قراءة الكتاب